# Пассажиропоток Петербургского метрополитена
По пассажиропотоку (743,2 млн человек за 2018 год) Петербургский метрополитен — 4-й в Европе (после метро Москвы, Парижа и Лондона), 2-й в России и СНГ и 19-й в мире.
Самой загруженной линией является Московско-Петроградская: в 2014 году ею воспользовался 251 млн человек. На втором месте Кировско-Выборгская — 236 млн. Невско-Василеостровской воспользовались 102 млн, Фрунзенско-Приморской, — 99,4 млн. Самый маленький пассажиропоток — на Правобережной: 74 млн человек.
Самые загруженные станции — «Проспект Ветеранов» (2,6 млн человек в месяц), «Московская» (2,5 млн.), «Девяткино» (2,4 млн.), «Купчино» (2,4 млн.), «Проспект Просвещения» (2,4 млн.), «Пионерская» (2,3 млн.), «Площадь Восстания» (2,2 млн).

## Пассажиропоток по станциям (вестибюлям), человек в месяц
По данным за 2021 год:

### Линия 1 (Кировско-Выборгская)
| Станция                    | Средний пассажиропоток за месяц (тыс.) |
| -------------------------- | -------------------------------------- |
| Девяткино                  | 2142,011                               |
| Гражданский проспект       | 1362,634                               |
| Академическая              | 1289,715                               |
| Политехническая            | 793,694                                |
| Площадь Мужества           | 802,091                                |
| Лесная                     | 773,211                                |
| Выборгская                 | 928,701                                |
| Площадь Ленина 1           | 1192,637                               |
| Площадь Ленина 2           | 767,969                                |
| Чернышевская               | 1379,266                               |
| Площадь Восстания 1        | 1294,423                               |
| Площадь Восстания 2        | 1451,506                               |
| Владимирская               | 806,363                                |
| Пушкинская                 | 555,807                                |
| Технологический институт 1 | 515,653                                |
| Балтийская                 | 1142,292                               |
| Нарвская                   | 1219,501                               |
| Кировский завод            | 875,225                                |
| Автово                     | 1221,082                               |
| Ленинский проспект 1       | 1077,935                               |
| Ленинский проспект 2       | 620,822                                |
| Проспект Ветеранов 1       | 1539,519                               |
| Проспект Ветеранов 2       | 938,424                                |

### Линия 2 (Московско-Петроградская)
| Станция                    | Средний пассажиропоток за месяц (тыс.) |
| -------------------------- | -------------------------------------- |
| Парнас                     | 889,430                                |
| Проспект Просвещения       | 1828,245                               |
| Озерки                     | 1142,485                               |
| Удельная                   | 791,588                                |
| Пионерская                 | 1833,570                               |
| Чёрная речка               | 1175,560                               |
| Петроградская              | 1732,469                               |
| Горьковская                | 1154,178                               |
| Невский проспект 1         | 835,390                                |
| Невский проспект 2         | 911,292                                |
| Сенная площадь             | 1207,222                               |
| Технологический институт 2 | 905,599                                |
| Фрунзенская                | 494,521                                |
| Московские ворота          | 689,415                                |
| Электросила                | 731,341                                |
| Парк Победы                | 947,683                                |
| Московская 1               | 847,827                                |
| Московская 2               | 1433,387                               |
| Звёздная                   | 955,965                                |
| Купчино                    | 2204,600                               |

### Линия 3 (Невско-Василеостровская)
| Станция                       | Средний пассажиропоток за месяц (тыс.) |
| ----------------------------- | -------------------------------------- |
| Беговая                       | 881,622                                |
| Зенит                         | 301,676                                |
| Приморская                    | 1333,018                               |
| Василеостровская              | 1584,495                               |
| Гостиный двор                 | 1063,021                               |
| Маяковская                    | 776,658                                |
| Площадь Александра Невского 1 | 707,322                                |
| Елизаровская                  | 677,859                                |
| Ломоносовская                 | 914,138                                |
| Пролетарская                  | 529,366                                |
| Обухово                       | 271,934                                |
| Рыбацкое                      | 814,752                                |

### Линия 4 (Правобережная)
| Станция                       | Средний пассажиропоток за месяц (тыс.) |
| ----------------------------- | -------------------------------------- |
| Спасская                      | 678,099                                |
| Достоевская                   | 515,339                                |
| Лиговский проспект            | 533,455                                |
| Площадь Александра Невского 2 | 336,402                                |
| Новочеркасская                | 884,549                                |
| Ладожская                     | 2381,344                               |
| Проспект Большевиков          | 1447,357                               |
| Улица Дыбенко                 | 1576,355                               |

### Линия 5 (Фрунзенско-Приморская)
| Станция                | Средний пассажиропоток за месяц (тыс.) |
| ---------------------- | -------------------------------------- |
| Комендантский проспект | 1436,159                               |
| Старая Деревня         | 1154,874                               |
| Крестовский остров     | 556,029                                |
| Чкаловская             | 756,132                                |
| Спортивная             | 480,108                                |
| Спортивная (2 выход)   | 431,088                                |
| Адмиралтейская         | 992,369                                |
| Садовая                | 512,034                                |
| Звенигородская         | 475,566                                |
| Обводный канал         | 531,204                                |
| Волковская             | 171,646                                |
| Бухарестская           | 331,932                                |
| Международная          | 981,536                                |
| Проспект Славы         | 792,267                                |
| Дунайская              | 642,600                                |
| Шушары                 | 241,180                                |